# Arquivo Pitoresco
O Arquivo Pitoresco: semanário ilustrado   foi um jornal publicado em Lisboa, entre 1857 e 1868, pela Castro Irmão e C.ª Lda, apreciado em Portugal e no Brasil. Famoso pela qualidade da sua ilustração, pretendia fomentar  “a nossa gravura em madeira, dar relevo à palavra e abrir campo em que as vistas curiosas espaireçam pelas criações da arte, da natureza ou da fantasia”. Na redação conta com os nomes de José de Torres, Francisco Pereira de Almeida, F. A. Nogueira da Silva, António Feliciano de Castilho e António da Silva Túlio  que dirige o periódico até ao fim de 1865. Seguem-se Inácio de Vilhena Barbosa
e Pedro Venceslau de Brito Aranha e Manuel Pinheiro Chagas.Outros nomes que destacam na colaboração são: Carlos José Caldeira, José Maria Latino Coelho, Camilo Castelo Branco F. A. Rodrigues de Gusmão , Francisco Gomes de Amorim, Luís Augusto Rebelo da Silva, Júlio de Arouce (pseudónimo  de João Elisiário de Carvalho Montenegro, 1824-1914), Alberto Teles, Tomás Ribeiro, Alberto Osório de Vasconcelos, Júlio de Castilho,  A. Filipe Simões. E ainda, como desenhadores, Nogueira da Silva, Tomás da Anunciação, João Cristino da Silva e Manuel Maria Bordalo Pinheiro.